# Alois Stadlober
Alois Stadlober (* 11. April 1962 in Judenburg, Steiermark) ist ein ehemaliger österreichischer Skilangläufer  und Sportfunktionär und derzeit Geschäftsmann und Co-Kommentator des österreichischen Fernsehsenders ORF.

## Karriere
Alois Stadlober war von 1977 bis 2000 als Hochleistungssportler im Skilanglauf-Weltcup aktiv und krönte sich 1999 bei der Nordischen Skiweltmeisterschaft in Ramsau am Dachstein gemeinsam mit Markus Gandler, Christian Hoffmann und Michail Botwinow zum Weltmeister im Staffelbewerb über 4 × 10 km. Ein paar Tage zuvor gewann er bereits die Silbermedaille über 10 km im klassischen Stil und holte sich damit auch eine Einzelmedaille bei einer Großveranstaltung. In seiner langen Karriere wurde Österreichs viele Jahre lang bester Skilangläufer oftmaliger österreichischer Meister und brachte es insgesamt auch auf fünf Teilnahmen bei Olympischen Winterspielen. Bei der Winter-Universiade 1989 in Sofia gewann er Bronze mit der Staffel.

## Unternehmerisches und andere Führungsfunktionen
Nach seiner aktiven Karriere entschloss er sich mit seinem Kollegen Markus Gandler eine eigene Firma zu gründen, um dem Langlaufsport ein neues Image zu verleihen. Zusammen mit Partnern aus Tourismus und Wirtschaft gelang es dem Geschäftsführer der Gandler & Stadlober Nordic Ski GmbH in den vergangenen Jahren, Top-Events zu veranstalten. Das Unternehmen befand sich Anfang 2021 in Liquidation.
Laut firmenabc scheint Stadlober als Vorstandsmitglied der Skihandelsschule Schladming und laut deren Homepage als Obmann des Wintersportvereines Ramsau am Dachstein, kurz WSV Ramsau auf.
Weiters ist er Leiter des Internationalen Nordischen Leistungszentrums Ramsau am Dachstein des Landes Steiermark.

## Ausbildung
Stadlober ist Absolvent der Rechtswissenschaftlichen Fakultät der Karl-Franzens-Universität Graz. Nach eigenen Angaben habe er sich im Sommer mit seinem Studium und im Winter mit Leistungssport befasst.

## Familiäres
Alois Stadlober ist mit der ehemaligen österreichischen Skirennläuferin Roswitha Steiner verheiratet. Die österreichische Langläuferin Teresa Stadlober ist seine Tochter, Luis Stadlober sein Sohn.

## Größte Erfolge

### Weltmeisterschaften
(Quelle: )
- Goldmedaille mit der österreichischen Staffel in Ramsau 1999
- Silbermedaille über 10 km klassisch in Ramsau 1999

## Werke
- Stadlober, Alois, Teiner, Egon: Langer Atem: Das österreichische Langlaufwunder. Styria, 1999, ISBN 3-222-12752-2.

## Auszeichnungen (Auszug)
- 1999: Silbernes Ehrenzeichen für Verdienste um die Republik Österreich